# Circuito Palanga
Il Circuito di Palanga è un circuito temporaneo, situato nella località turistica di Palanga, in Lituania. Dal 2000 su questo circuito si disputa annualmente una gara di 1000 km.

## Informazioni
La pista è un circuito cittadino di 2.681 km, situato all'incrocio delle autostrade A11 e A13.

## Record
Il record non ufficiale della pista appartiene ad Anders Fjordbach, che ha fatto segnare il miglior tempo di 1:05.462 con la sua Mercedes-AMG GT3 Evo nelle qualifiche della 1000 km del 2023. A partire da luglio 2022, i record sul giro ufficiale sono:
| Categoria                                | Tempo                                   | Pilota                                  | Veicolo                                 | Evento                                  |
| Circuito completo: 2.681 km (2014-oggi)  | Circuito completo: 2.681 km (2014-oggi) | Circuito completo: 2.681 km (2014-oggi) | Circuito completo: 2.681 km (2014-oggi) | Circuito completo: 2.681 km (2014-oggi) |
| ---------------------------------------- | --------------------------------------- | --------------------------------------- | --------------------------------------- | --------------------------------------- |
| GT3                                      | 1:07.126                                | Julius Adomavičius                      | Audi R8 LMS GT3                         | 2022 1006 km di Palanga                 |
| Sports car racing                        | 1:08.966                                | Costantino Calko                        | Radical SR8                             | 2014 1006 km di Palanga                 |
| GT4                                      | 1:13.443                                | Robertas Kupčikas                       | Porsche 718 Cayman GT4 Clubsport        | 2021 1006 km di Palanga                 |
| Gruppo TCR                               | 1:14.924                                | Sten Piirmagi                           | Audi RS 3 LMS TCR                       | 2021 1006 km di Palanga                 |
| Circuito originale: 2.994 km (2000–2013) |                                         |                                         |                                         |                                         |
| Sports car racing                        | 1:17.270                                | Ramūnas Čapkauskas                      | Aquila CR1                              | 2012 1006 km di Palanga                 |